# 鉄道用語一覧
鉄道用語一覧（てつどうようごいちらん）では、鉄道に使われる専門用語や関連用語を五十音順に、一覧としてまとめる。
- 鉄道路線については「各国の鉄道」を参照。

- 駅名については「各国の鉄道駅」を参照。
- 鉄道車両については「各国の鉄道車両」を参照。
- 列車愛称については「列車愛称」を参照。
- 鉄道事業者については「各国の鉄道事業者」を参照
- 鉄道事故については「各国の鉄道事故」を参照。
- 鉄道法規については「鉄道関連法規」を参照とし、これらは本項では扱わない。

## 数字
2
- 2階建車両

## アルファベット
A
- AT饋電方式
- A寝台

B
- BT饋電方式
- B寝台

D
- DXグリーン

H
- HSST

I
- ICカード

M
- Mobility as a Service
- MT比

T
- TC型省力化軌道
- TD平行カルダン駆動方式
- TIMS

U
- uシート

V
- VVVFインバータ制御

W
- WN駆動方式

## あ行
あ
- 開かずの踏切
- アプト式
- アプトスイッチ
- 網棚
- 安全側線
- 案内軌条式鉄道

い
- 一軸台車
- 一日乗車券
- 一等車
- 一般形車両
- インターアーバン
- インターシティ

う
- ウォーター・スクープ
- 渦電流式ディスクブレーキ
- 渦電流式レールブレーキ
- 運休
- 運行系統
- 運賃
- 運賃箱
- 運賃表
- 運賃表示器
- 運転士
- 運転整理
- 運転停車

え
- エアセクション
- 営業キロ
- 営業係数
- 駅
- 駅員
- 駅コード
- 駅舎
- 駅長
- 駅ナカ
- 駅コード
- 駅ナンバリング
- 駅ビル
- 駅弁
- 駅名標
- エコレールマーク

お
- 応荷重装置
- 大手私鉄
- オーバーラン
- 大回り乗車
- 大物車
- 遅れ込め制御
- 乙種輸送
- お召し列車

## か行
か
- カーリターダー
- 改軌
- 解結
- 改札
- 界磁位相制御
- 界磁チョッパ制御
- 界磁添加励磁制御
- 回数乗車券
- 回生ブレーキ
- 回送
- 回送線
- 回送列車
- 快速急行
- 快速特急
- 快速列車
- 回転式クロスシート
- ガイドウェイバス
- 貨客混載
- 架空電車線方式
- 各駅停車
- 学生割引
- 家禽車
- 貨車
- 貨車移動機
- 貨車車票
- ガスタービン動車
- 架線
- 過速度検知装置
- 家畜車
- 活魚車
- 火夫
- 可変電圧可変周波数制御
- 貨物駅
- 貨物時刻表
- 貨物線
- 貨物列車
- 仮乗降場
- カルダン駆動方式
- 緩急車
- 緩行
- 緩行線
- 観光列車
- 換算両数
- 完乗
- 環状運転
- 環状線
- 幹線
- 貫通扉

き
- 軌間
- 軌間可変
- 軌間可変電車
- 機関士
- 機関車
- 機関助士
- 軌条
- 切符
- 饋電線
- 軌道
- 起動加速度
- 気動車
- キマロキ編成
- 機回し
- 機回し線
- 客貨分離
- 客車
- 救援車
- 旧型客車
- 急行形車両
- 急行券
- 急行線
- 急行列車
- 休止駅
- 休車
- 狭軌
- 橋上駅
- 共通運賃制度
- 共通乗車制度
- 軌陸車
- 近郊形車両

く
- クイル式駆動方式
- 空気ばね
- 空気ブレーキ
- 空港アクセス鉄道
- 空港駅
- 空港連絡鉄道
- 空車
- 区間
- 区間車
- 区間快速
- グランクラス
- グリーン券
- グリーン車
- クルーズトレイン
- 車止め
- クロスシート
- 軍用列車

け
- 警笛
- 軽便鉄道
- 経路特定区間
- ケーブルカー
- 検重車
- 懸垂式モノレール
- 建築限界測定車

こ
- 公営鉄道
- 高架駅
- 高架化
- 高架鉄道
- 交換駅
- 広軌
- 工作車
- 鋼索鉄道
- 甲種輸送
- 高速
- 高速化
- 高速貨物列車
- 高速鉄道
- 剛体架線
- 交直流電車
- 交流型電車
- 交流電化
- 国際列車
- 国鉄
- 国鉄色
- 跨座式モノレール
- 固定式クロスシート
- ゴムタイヤ式地下鉄
- ゴムタイヤトラム
- 込め不足
- 混雑率
- 混合列車
- コンテナ車
- コンパートメント券
- コンパートメント車

## さ行
さ
- 最急行
- 最高速度
- 最長片道切符
- 在来線
- サインシステム
- 座席
- 座席車
- 座席指定券
- 座席指定席
- さよなら運転
- 山岳鉄道
- 三線軌条

し
- 磁気浮上式鉄道
- 事業用車
- 試験車
- 時刻表
- 支線
- 四線軌条
- 指定席
- 指定席券
- 私鉄
- 市電
- 自動案内軌条式旅客輸送システム
- 自動解結装置
- 自動改札機
- 自動券売機
- 自動空気ブレーキ
- 自動ドア
- 自動列車運転装置
- 自動列車警報装置
- 自動列車制御装置
- 自動列車停止装置
- 自動列車保安装置
- 始発
- 始発列車
- 車扱貨物
- 車運車
- 弱冷房車
- 車軸発電機
- 車掌
- 車掌車
- 車掌スイッチ
- 車側灯
- 車体傾斜式車両
- 車体装荷カルダン駆動方式
- 車内案内表示装置
- 車内広告
- 車内信号
- 車内チャイム
- 車内販売
- 車内非常通報装置
- 車内放送
- 車両基地
- 車両限界
- 車両番号
- 車輪
- 修学旅行列車
- 私有貨車
- 集札
- 習熟運転
- 終着駅
- 終電
- 集電装置
- 集電方式
- 終夜運転
- 周遊きっぷ
- 従輪
- 重連運転
- 出札
- 主制御器
- 主電動機
- 準快速
- 循環列車
- 準急列車
- 準高速鉄道
- 純電気ブレーキ
- 準特急
- ジョイフルトレイン
- 捷運
- 蒸気機関車
- 蒸気機関車牽引列車
- 蒸気ディーゼルハイブリッド機関車
- 蒸気ブレーキ
- 上下分離方式
- 乗車カード
- 乗車券
- 乗車整理券
- 除煙板
- 殖民軌道
- 職用車
- 女性専用車両
- 新快速
- 新幹線
- 新幹線車両
- 真空ブレーキ
- 信号場
- 信号保安
- 新交通システム
- 人車軌道
- 新性能電車
- 寝台券
- 寝台車
- 寝台列車

す
- 水運車
- スイッチバック
- 垂直カルダン駆動方式
- スーパー特急方式
- スタンションポール
- スラブ軌道

せ
- 制御車
- 制御電動車
- 静止形インバータ
- 青春18きっぷ
- 静態保存
- 制動手
- 整備新幹線
- 制輪子
- 石炭車
- セミクロスシート
- 線形
- 前照灯
- 選択乗車
- 専用貨物列車
- 専用軌道
- 専用鉄道
- 先輪
- 線路
- 線路使用料
- 線路設備モニタリング装置
- 線路閉鎖
- 線路容量

そ
- 総括制御
- 総括制御 (トロリーバス)
- 増解結
- 増結
- 装甲列車
- 操車場
- 操重車
- 象列車

## た行
た
- ターミナル駅
- 第一種鉄道事業者
- 第二種鉄道事業者
- 第三軌条方式
- 第三種鉄道事業者
- 第三セクター鉄道
- 台車
- 大都市近郊区間
- 待避駅
- 対面乗り換え
- ダイヤ改正
- ダイヤグラム
- 大陸横断鉄道
- 台枠
- 多層建て列車
- 脱線防止ガード
- ダブルスタックカー
- ダブルデッカー車
- タンク機関車
- タンク車
- 炭水車
- 弾性枕木直結軌道
- 単線
- 団体専用列車
- 単端式気動車

ち
- 地下駅
- 地下鉄
- 地下鉄駅
- 地下鉄等旅客車
- 地上駅
- 蓄電池電車
- チッキ
- 地表集電方式
- 地方交通線
- 地方鉄道
- 昼間点灯
- 中空軸平行カルダン駆動方式
- 中距離電車
- 中量軌道輸送システム
- 長距離列車
- 超低床電車
- 超特急
- 直角カルダン駆動方式
- 直通運転
- 直通急行
- 直通特急
- 直通ブレーキ
- 直流電化
- 直結軌道
- 直行
- チョッパ制御

つ
- 通過標識灯
- 通勤形車両
- 通勤輸送向け着席保証列車
- 通勤列車
- 通風車
- 吊り掛け駆動方式
- つり革

て
- ディーゼル・エレクトリック方式
- ディーゼル機関車
- 定期乗車券
- 抵抗器
- 抵抗制御
- 定時運行
- 停車場
- ディスクブレーキ
- 定速運転
- 鉄側有蓋車
- 鉄製有蓋車
- 鉄道
- 鉄道運行計画
- 鉄道駅
- 鉄道恐怖症
- 鉄道警察隊
- 鉄道撮影
- 鉄道事業者
- 鉄道事業体
- 鉄道事故
- 鉄道車両
- 鉄道信号機
- 鉄道人身障害事故
- 鉄道標識
- 鉄道ファン
- 鉄道輸送
- 鉄道要覧
- 鉄道利用運送事業
- 鉄道旅行
- 鉄道連隊
- 鉄道連絡船
- 鉄道路線
- デッドセクション
- デッドマン装置
- 鉄輪式リニアモーターカー
- 手ブレーキ
- デュアルシート
- デュアル・モード・ビークル
- 電化
- 転換式クロスシート
- 電気機関車
- 電気軌道
- 電機子チョッパ制御
- 電気指令式ブレーキ
- 電気・ディーゼル両用車両
- 電気鉄道
- 電空協調制御
- 電光掲示板
- 電磁吸着ブレーキ
- 電磁直通ブレーキ
- 電車
- 電車恐怖症⇒鉄道恐怖症
- 転車台
- 電報略号

と
- ドアカット
- 陶器車
- 等級
- 動態保存
- 頭端式ホーム
- 踏面ブレーキ
- 動力車
- 動力集中方式
- 動力分散方式
- 土運車
- トクトクきっぷ
- 登山鉄道
- 都市間鉄道
- 都市鉄道
- 特殊車両
- 特別快速
- 特別企画乗車券
- 特別急行列車
- 特別停車
- トラムトレイン
- トレイン・オン・トレイン
- トレイン・シェッド
- トロッコ列車
- トロリーバス

## な行
な
- 長物車
- ナローゲージ

に
- 二軸車
- 二等車
- 荷物車
- 荷物列車

の
- 乗換駅
- のりかえ券

## は行
は
- 廃駅
- 配給車
- 廃車
- 廃線
- 歯車車
- バケットシート
- 馬車鉄道
- 発車標
- 発車ベル
- 発車メロディ
- バス代行
- パターンダイヤ
- 発電ブレーキ
- 初乗り運賃
- バラスト軌道
- パンタグラフ

ひ
- ピーパー推進システム
- ビール列車
- 控車
- 引き上げ線
- 秘境駅
- 非常ブレーキ
- 非電化
- ひまわり号
- 病院列車
- 病客車
- 標準軌
- 表定速度
- 避雷器

ふ
- ブースター
- 普快車
- 複周波数電気車
- 複線
- 複線化
- 複線索道
- 複電圧車
- 複々線
- プッシュプル列車
- 付随車
- 不正乗車
- 普通乗車券
- 普通列車
- ブフリ式駆動方式
- 踏切
- 踏切警報機
- 踏切支障報知装置
- 踏切障害物検知装置
- ブライトシュプールバーン
- プラグドア
- フラット
- プラットホーム
- フリーゲージトレイン
- 振替輸送
- 振り子式車両
- フル規格
- ブルートレイン
- 分岐器
- 噴泥

へ
- 並行在来線
- 閉塞
- ヘッドレスト

ほ
- 保安ブレーキ
- 方向幕
- 放射線
- ホームドア
- ホームライナー
- ボギー台車
- 補給制動
- 補助機関車
- 保線
- 保存鉄道
- ホッパ車
- ボルスタアンカー
- ボルスタレス台車
- 本線

## ま行
ま
- 枕木
- 摩擦ブレーキ
- マスター・コントローラー
- マネートレイン
- マルチプルタイタンパー

み
- 未成線
- ミニ新幹線
- 民鉄

む
- 無蓋車
- 無人駅

も
- 盲腸線
- モーターカー
- モーダルシフト
- モノレール

## や行
や
- 夜行列車

ゆ
- 有蓋車
- 優先席
- 有人駅
- 優等列車
- 郵便車
- 雪かき車
- 行先標
- 輸送密度

よ
- 抑速ブレーキ

## ら行
ら
- ライトレール
- ラック式鉄道
- ラッシュ時
- ラッセル車
- ラダー軌道
- ラッピング車両

り
- リクライニングシート
- 離線
- 立体交差
- リニアモーターカー
- 流線形車両
- 留置線
- 留置ブレーキ
- 旅客営業規則
- 旅客駅
- 旅客車
- 旅客列車
- 臨海鉄道
- 臨時駅
- 輪軸
- 臨時停車
- 臨時列車

る
- ループ線

れ
- 冷蔵車
- レール
- レールバス
- 列車
- 列車愛称
- 列車恐怖症
- 列車交換
- 列車集中制御装置
- 列車種別
- 列車選別装置
- 列車脱線事故
- 列車特定区間
- 列車番号
- 列車非常停止警報装置
- 列車便所
- 列車保安方式
- 列車防護無線装置
- 連結器
- 連合軍専用列車
- 連接台車
- 連続立体交差事業
- 連動装置
- 連絡運輸

ろ
- ローカル線
- ロータリー車
- 路線
- 路線図
- 路面電車
- 路面電車停留場
- ロングシート

## わ行
わ
　稚内は近場
- ワンマン運転